# Hoog Soeren 66 II
Hoog Soeren 66 II is een monumentaal gebouw in de Gelderse plaats Hoog Soeren op de Veluwe.

## Geschiedenis
Het gebouw is een replica van een Frans kasteel aan de Loire. In eerste instantie werden de schetstekeningen voor het gebouw gemaakt door de kunstenaar Gustaaf van de Wall Perné. Hij wilde het gebouw realiseren naast zijn woning/atelier in Hoog Soeren. Hij overleed in 1911 op 34-jarige leeftijd voordat hij zijn plan daadwerkelijk kon uitvoeren. Hoewel de plannen door zijn vroegtijdig overlijden aanvankelijk stagneerden besloot zijn weduwe Eugenie van de Wall Perné-van Vooren in 1928 de Larense architect Cor de Graaff te vragen de definitieve bouwplannen te maken. In 1929 kon het gebouw als tuinhuis c.q. gastenhuis in gebruik genomen worden.
Het gebouw is gebouwd op een vierkante plattegrond. Op een van de hoeken is een ronde toren opgetrokken. Het gebouw is in 2000 aangewezen als rijksmonument en ingeschreven in het monumentenregister. Volgens de Rijksdienst voor het Cultureel Erfgoed heeft het pand een hoge architectuurhistorische waarde "als zeldzaam voorbeeld van een gastenverblijf in de vorm van een woontoren". Vanwege de markante ligging is dit monument van stedenbouwkundig belang. De cultuurhistorische waarde houdt verband met de herinnering aan de oorspronkelijke bedenker, de symbolistische kunstenaar Gustaaf Frederik van de Wall Perné.